# Tell Shughayb
Tell Shughayb (tiếng Ả Rập: تل شغيب, cũng được phiên âm Tel Shegheb) là một ngôi làng ở miền bắc Syria, một phần hành chính của quận Mount Simeon của tỉnh Aleppo, nằm ở phía tây nam Aleppo. Các địa phương lân cận bao gồm al-Nayrab ở phía bắc, Tell Hasil ở phía đông và As-Safira ở phía đông nam. Theo Cục Thống kê Trung ương Syria, Tell Shughayb có dân số 5.110 người trong cuộc điều tra dân số năm 2004.